# Phoxophrys
Genre
Phoxophrys est un genre de sauriens de la famille des Agamidae.

## Répartition
Les cinq espèces de ce genre se rencontrent sur les îles de Sumatra et de Bornéo.

## Liste des espèces
Selon The Reptile Database (13 janvier 2016) :
- Phoxophrys borneensis Inger, 1960
- Phoxophrys cephalum (Mocquard, 1890)
- Phoxophrys nigrilabris (Peters, 1864)
- Phoxophrys spiniceps Smith, 1925
- Phoxophrys tuberculata Hubrecht, 1881

## Publication originale
- Hubrecht, 1881 : On a new genus and species of Agamidae from Sumatra. Notes from the Leyden Museum, vol. 3, p. 51-52 (texte intégral).